# Бётштайн
Бётштайн (нем. Böttstein, алем. нем. Böötschde) — коммуна в Швейцарии, в кантоне Аргау.
Входит в состав округа Цурцах.  Население составляет 3759 человек (на 31 декабря 2007 года). Официальный код  —  4303.